# Michael Cera
Michael Austin Cera  (n. 7 iunie 1988) este un actor canadian cel mai bine cunoscut pentru rolurile sale din: Arrested Development, Youth in Revolt, Superbad, Scott Pilgrim vs. the World, Nick and Norah's Infinite Playlist și Juno.

## Filmografie
- Frecvența vieții (2000)
- A Very Murray Christmas (2015) - în rolul său